# Liste der Monuments historiques in Schirmeck
Die Liste der Monuments historiques in Schirmeck führt die Monuments historiques in der französischen Gemeinde Schirmeck auf.

## Liste der Bauwerke
| Bezeichnung | Beschreibung   | Standort              | Kennzeichnung | Schutzstatus | Datum | Bild           |
| ----------- | -------------- | --------------------- | ------------- | ------------ | ----- | -------------- |
| Synagoge    | 1908/09 erbaut | Rue des Écoles (Lage) | PA67000033    | Inscrit      | 1999  | weitere Bilder |